# Kirsten Kuhlmann
Kirsten Kuhlmann (* 1. Mai 1969 in Bonn) ist eine deutsche Juristin. Sie ist seit dem 16. November 2010 Richterin am Bundesverwaltungsgericht.

## Leben und Wirken
Kuhlmann promovierte 1996 an der Universität Göttingen. Nach Abschluss ihrer juristischen Ausbildung trat sie 1997 in den Justizdienst des Landes Nordrhein-Westfalen ein und war zunächst am Verwaltungsgericht Düsseldorf tätig. Von 2004 bis 2006 war sie als wissenschaftliche Mitarbeiterin an das Bundesverwaltungsgericht abgeordnet. 2006 wurde Kuhlmann zur Richterin am Oberverwaltungsgericht für das Land Nordrhein-Westfalen ernannt. Neben dieser Tätigkeit war sie von 2006 bis 2010 mit der Hälfte ihrer Arbeitszeit an den Verfassungsgerichtshof für das Land Nordrhein-Westfalen abgeordnet.